# Idu

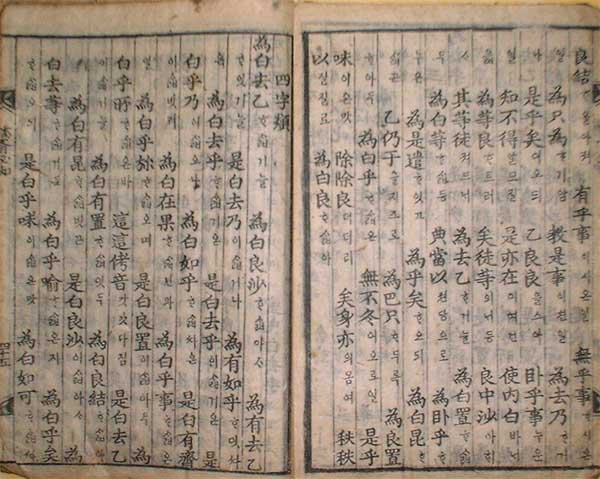
Wydana w 1872 roku książka Yuseopilji, objaśniająca system idu

Idu (hangul: 이두, hancha: 吏讀) – dawny system zapisu języka koreańskiego przy pomocy znaków pisma chińskiego, opracowany pod koniec VII wieku przez Solch’onga, uczonego z państwa Silla, w oparciu o wcześniejsze metody zapisu. Pomimo swojego znacznego stopnia skomplikowania, pozostał w użyciu mimo opracowania alfabetycznego pisma hangul aż do XIX wieku.
System idu oparty został na piśmie hancha, z użyciem dodatkowych znaków dla oznaczenia koreańskich końcówek gramatycznych. Przykładem zapisu w idu jest fragment chińskiego kodeksu prawnego z okresu dynastii Ming: 雖犯七出有三不去, przełożony na koreański jako 必于七出乙犯爲去乃三不去有去乙. Widoczne jest wprowadzenie koreańskiego tłumaczenia chińskiego terminu 雖 → 必于, dodanie do chińskiego elementu 七出 końcówki przyimkowej 乙, oraz dodatkowe znaki 爲去乃 i 有去乙 dla oznaczenia koreańskiej deklinacji czasowników.